# Gazeta Polska (Żytomierz)
Gazeta Polska (ukr. Газета польська) – czasopismo wydawane w języku polskim, ukazujące się na środkowej Ukrainie w latach 2002–2010 r. 
Tygodnik powstał z inicjatywy Polskiego Towarzystwa Naukowego w Żytomierzu i był wydawany od lutego 2002 w językach polskim i ukraińskim. 
Czasopismo było dostępne w trzech obwodach wołyńskich, na Kijowszczyźnie, w Małopolsce Wschodniej oraz w Polsce. Rozpowszechniano je głównie przez parafie rzymskokatolickie, szkoły, w których odbywają się zajęcia języka polskiego oraz organizacje polonijne.
Od sierpnia 2006 pismo otrzymywało dotacje z Państwowego Komitetu Narodowości i Migracji Ukrainy. Wśród stałych rubryk gazety znajdują się „Życie Polaków na Ukrainie”, „Wieści z Polski”, „Informacje” (s. 1), „Polityka”, „Aktualności”, „Słowo na niedzielę”, „Oświata” (s. 2), program telewizyjny (s. 3), „Historia”, „Nasza przeszłość”, „Kącik dziecięcy”, „Polskie organizacje”, „Poezja”, „Humor” i „Współpraca gospodarcza” (s. 4).
W skład redakcji wchodzili Irena Perszko jako redaktor naczelny, Inga Antonenko jako sekretarz i Tatiana Bezwercha zajmująca się łamaniem gazety. Stałym korespondentem pisma był Wiaczesław Ratyński, a Krystyna Rudnicka, Wiktor Lipiński, Elżbieta Zielińska i Joanna Jaroszek prowadzili na łamach gazety autorskie rubryki. Nad wydaniem Internetowym miesięcznika czuwał Jarosław Miroszniczeno. 
Periodyk „Gazeta Polska” została przedstawiona w analizie prasoznawczej napisanej w 2006 przez studenta Uniwersytetu Jagiellońskiego Tomasza Kułakowskiego pt. Gazeta Polska w Żytomierzu jako polski dwutygodnik na Ukrainie (praca licencjacka).